# Mézes Miklós (agrármérnök)
Mézes Miklós (Budapest, 1953. július 28. –) magyar agrármérnök, egyetemi tanár, a Magyar Tudományos Akadémia rendes tagja. 

## Élete
1977-ben a gödöllői Agrártudományi Egyetemen szerzett agrármérnöki oklevelet, majd az egyetem munkatársa lett. 1979-ben egyetemi doktorátust szerzett. 1986-ban a mezőgazdaság tudományok kandidátusa, 1990-ben a Gödöllői Agrártudományi Egyetem Takarmányozástani Tanszékének tanszékvezetője lett.
Hamarosan habilitált, és 1994-ben egyetemi tanárnak nevezték ki. 1996-tól 1999-ig a Gödöllői Agrártudományi Egyetem általános rektorhelyettese volt. 1998 és 2001 között Széchenyi Professzori Ösztöndíjas volt. 2000-ben az MTA doktora lett, akadémiai doktori értekezését egyes élettani és kórélettani folyamatok lipidperoxidációs hátterének témakörében írta. 2010-ben a Magyar Tudományos Akadémia levelező, 2016-ban pedig rendes tagjává választották.
2006-tól 2012-ig az Európai Élelmiszerbiztonsági Hatóság (EFSA) takarmány-adalékanyagokkal foglalkozó tudományos paneljének tagja, majd 2015-ig között külső szakértője volt. Számos hazai és nemzetközi tudományos társaság munkájában vesz részt, elnöke az MTA Állatnemesítési, -tenyésztési, Takarmányozási és Gyepgazdálkodási Tudományos Bizottságának, alelnöke a Magyar Szabadgyök Kutató Társaságnak, valamint tagja több szakmai folyóirat szerkesztőbizottságának is.
Szakterülete a gazdasági állatok takarmányozása és a takarmánytoxikológia, kutatási területei közé tartozik a glutation-peroxidáz szervspecifikus génexpressziójának vizsgálata indukciós modellekben nyúlban és a szeléntoxikózis mechanizmusának vizsgálata, valamint a T-2 toxin hatása házi tyúk lipidperoxidációs folyamataira és az antioxidáns védőrendszer működésére.

## Díjai, elismerései
- Csire Lajos-emlékérem (2002)
- Doby Géza-díj (2012)
- Matkovics Béla Emlékérem (2017)
- Kosáry Domokos-díj (2020)
- A Magyar Érdemrend tisztikeresztje (2023)